# 오이시 가쓰히코
오이시 가쓰히코(일본어: 大石 勝彦, 1945년 3월 10일 ~ )는 일본의 전 프로 야구 선수이다. 야마나시현 고후시 오타정 출신이며 현역 시절 포지션은 내야수, 외야수였다. 형은 전 프로 야구 선수인 오이시 마사히코이다.

## 인물
중학교 시절에는 에이스 투수로서 야마나시현 대회 우승을 경험했다. 고후 상업고등학교에서는 에이스이자 3번 타자로서 3학년이던 1963년에 하계 고시엔 대회(제45회 전국 고등학교 야구 선수권 대회)에 출전했다. 1차전에서는 다케오 고등학교에게 대승을 거뒀고, 2차전에서는 다카하시 히로시, 오가와 도루 등이 소속된 미야자키 상업고등학교를 꺾고 3차전에 진출했다. 그러나 이 대회에서 우승한 메이세이 고등학교의 호리카와 히로노부(훗날 호세이 대학에 진학), 와다 도루 배터리에게서 완봉패를 당했다. 고등학교 동기로는 우익수인 아마미야 가쓰토시, 2년 아래이자 대기 투수인 호리우치 쓰네오가 있는데 이 대회에서는 두 경기에 등판했다.
1964년 다이요 웨일스에 내야수로서 입단해 1965년 주니어 올스타에 선발됐다. 1967년 시즌 최종전에서 1번 타자 겸 중견수로 선발 출전했다(정찰 요원으로서는 전년도에 기용됐다). 1969년에 도에이 플라이어스로 이적하여 외야수로 전향했고 1971년에는 개인 최다인 65경기에 출전했다. 그해 6월에는 1번 타자 겸 중견수로 선발 기용됐지만 시즌 중에 왼쪽 무릎이 골절되는 부상을 입은 적도 있어서 그 해를 마지막으로 현역에서 은퇴했다.
은퇴 후 고향인 야마나시현에 돌아와 자동차 부품을 판매하는 회사를 경영했다.

## 상세 정보

### 출신 학교
- 고후 시립 고후 상업고등학교

### 선수 경력
- 다이요 웨일스(1963년 ~ 1968년)
- 도에이 플라이어스(1969년 ~ 1971년)

### 등번호
- 36(1963년 ~ 1968년)
- 28(1969년 ~ 1971년)

### 연도별 타격 성적
| 연 도      | 소 속      | 경 기 | 타 석 | 타 수 | 득 점 | 안 타 | 2 루 타 | 3 루 타 | 홈 런 | 루 타 | 타 점 | 도 루 | 도 루 자 | 희 생 번 | 희 생 플 | 볼 넷 | 고 4 | 사 구 | 삼 진 | 병 살 타 | 타 율 | 출 루 율 | 장 타 율 | O P S |
| ---------- | ---------- | ----- | ----- | ----- | ----- | ----- | ------- | ------- | ----- | ----- | ----- | ----- | -------- | -------- | -------- | ----- | ---- | ----- | ----- | -------- | ----- | -------- | -------- | ----- |
| 1965년     | 다이요     | 10    | 7     | 6     | 1     | 0     | 0       | 0       | 0     | 0     | 0     | 0     | 0        | 1        | 0        | 0     | 0    | 0     | 1     | 0        | .000  | .000     | .000     | .000  |
| 1966년     | 다이요     | 9     | 2     | 2     | 1     | 0     | 0       | 0       | 0     | 0     | 0     | 1     | 0        | 0        | 0        | 0     | 0    | 0     | 2     | 0        | .000  | .000     | .000     | .000  |
| 1967년     | 다이요     | 9     | 6     | 5     | 3     | 1     | 0       | 1       | 0     | 3     | 0     | 1     | 1        | 0        | 0        | 1     | 0    | 0     | 1     | 0        | .200  | .333     | .600     | .933  |
| 1968년     | 다이요     | 3     | 1     | 1     | 0     | 0     | 0       | 0       | 0     | 0     | 0     | 0     | 0        | 0        | 0        | 0     | 0    | 0     | 0     | 0        | .000  | .000     | .000     | .000  |
| 1969년     | 도에이     | 30    | 5     | 5     | 6     | 0     | 0       | 0       | 0     | 0     | 0     | 2     | 2        | 0        | 0        | 0     | 0    | 0     | 2     | 0        | .000  | .000     | .000     | .000  |
| 1970년     | 도에이     | 24    | 4     | 4     | 5     | 0     | 0       | 0       | 0     | 0     | 0     | 2     | 0        | 0        | 0        | 0     | 0    | 0     | 3     | 0        | .000  | .000     | .000     | .000  |
| 1971년     | 도에이     | 65    | 25    | 23    | 11    | 4     | 0       | 0       | 0     | 4     | 1     | 4     | 3        | 0        | 0        | 2     | 0    | 0     | 4     | 1        | .174  | .240     | .174     | .414  |
| 통산 : 7년 | 통산 : 7년 | 150   | 50    | 46    | 27    | 5     | 0       | 1       | 0     | 7     | 1     | 10    | 6        | 1        | 0        | 3     | 0    | 0     | 13    | 1        | .109  | .163     | .152     | .315  |